# Sganarelle

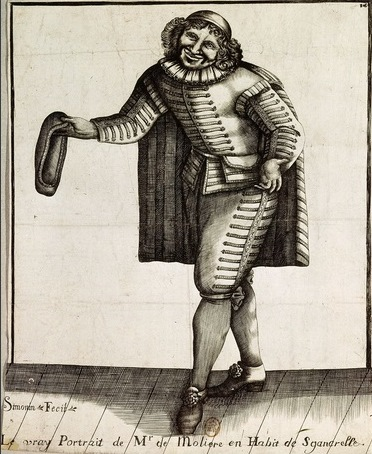
Molière ca Sganarelle

Sganarelle este un personaj fictiv creat de Molière al cărui nume este inspirat din limba italiană din verbul sgannare.  
În timp ce se adaptează nevoilor diferitelor intrigi, Sganarelle apare întotdeauna slab, la mila circumstanțelor sau a cuiva care știe multe, și devine victima unei mândrii prostești care, de obicei, îl duce la dezamăgire (de aici derivă probabil numele, o denaturare a verbului a înșela).
Costumul lui Sganarello, asemănător ca formă cu cel al lui Scaramouche, este roșu sau galben-verde, ca al „regelui papagalilor”.
Din punct de vedere fizic, personajul este caracterizat de o barbă și o mustață în formă de U răsturnat.

## Opere în care apare
Acest nume apare în următoarele texte  pentru desemnarea mai multor tipuri de personaje:
- În Sganarelle ou le Cocu imaginaire (Sganarelle sau Încornoratul închipuit, 1660), piesă care a i-a adus lui Molière cel mai mare succes, Sganarelle este un cetățean burghez al Parisului care, pe baza aparențelor, crede că soția sa l-a înșelat.
- În L'Amour médecin (Doctorul Iubire, 1665), Sganarelle este tatăl Lucindei.  El vrea să păstreze zestrea fiicei sale pentru sine, de aceea refuză orice pretendent.
- În Dom Juan ou le Festin de pierre (Dom Juan sau petrecerea lui Pierre, 1665), Sganarelle est slujitorul lui Dom Juan.
- În Le Médecin malgré lui (Doctor fără voie, 1666), Sganarelle este un pădurar bețiv și răutăcios,  soția sa Martine îl prezintă ca fiind un medic nebun care recunoaște că este medic doar după ce este bătut.

Molière a jucat de mai mule ori rolul lui Sganarelle. Personajul apare și în Doctorul zburător, Căsătorie cu de-a sila și Școala bărbaților.